# 新春!爆笑ヒットパレード
『新春!爆笑ヒットパレード』（しんしゅん ばくしょうヒットパレード）は、フジテレビ系列にて1968年より毎年1回、元日の朝から昼にかけて生放送されているお笑い演芸特別番組である。

## 概要
スタジオでのネタ披露やトーク、中継などを展開する元日の長寿番組である。ベテランから若手芸人まで一度に数十組の芸人が登場し、東西関係なく人選が行われる。
第35回（2002年）までは『初詣!爆笑ヒットパレード』（はつもうで! ばくしょうヒットパレード）として放送されたが、この回で一旦は幕を下ろし翌2003年はスタッフ・出演者を若返らせて『新春!お笑いカーニバル2003』というタイトルで同様の長時間演芸番組が放送された。翌年2004年に改めて『爆笑ヒットパレード2004』として再出発を図る。以降、『新春!お笑いカーニバル2003』を含めた放送回数がカウントされるようになる。
漫才ブームが下火になった1980年代後半は、演芸よりバラエティ番組としての企画が増え、1990年代はバスツアーと称して観光バスからの生中継を中心に進行した。
1998年から2011年は、お笑い第四世代の台頭により再びスタジオでの演芸中心の構成となり、放送時間増大により年によって12時間を超える事もあった。
2012年の第45回大会では大幅リニューアルと称し、「『2012年に〇〇がヒットする』という予想のもと、さまざまなタレントがパレードのように続々登場する」というコンセプトで、若手・中堅芸人やタレントらが身体を張った企画を中心に放送されたが、翌年以降は徐々に従来の演芸中心の内容に戻され現在に至る。また演芸用のスタジオとバラエティ用のスタジオを分離した2元放送（ほかにもいくつか中継を挿入）となっていた時期もあった。
2020年からはアイドルグループ・アーティストグループによる楽曲披露も行われるようになった。2023年からは『ぽかぽか』に出演するグループが「ぽかぽかパーク」で楽曲披露するコーナーも設けられている。
総合司会は、2009年から2024年までの15年間ナインティナインが務めており、毎回オープニングで岡村隆史が観客に向かって飴を撒くのが恒例だった。
かつて当番組の司会を務めたこともある爆笑問題はその後も毎年出演し、番組の終盤（主に大トリ）で前年の時事ネタを披露するのが通例となっている。
2017年で放送開始50周年・50回目を迎えた。それに伴い、番組初のゴールデンタイム・プライムタイムでの放送を行った。更に2022年には55周年・55回目を迎え、史上最長9時間連続の生放送（10分間の中断ニュースあり）を行った。
2022年3月27日には、当番組から派生した特別番組『爆さまネプナイン』が放送された。
エンディング（グランドフィナーレ）では総合司会をはじめとした出演者で『一月一日』を歌い、番組を締める。

## ヘリコプター中継
番組中、タレントら が乗り込んだヘリコプターによる明治神宮など東京上空からのレポートが何度か挿入されるのが恒例であり、東京都内の各名所の新年の風景を紹介する。その中にパネルを持った「人文字隊」と呼ばれる人が集まり、人文字を披露する事も恒例であったが、2013年を最後に行われていない。

## 出演者
歴代総合司会
- トリオスカイライン（東八郎・小島三児・原田健二（初代総合司会）
- てんぷくトリオ（戸塚睦夫歿後に単独で三波伸介・伊東四朗）
- コント55号（萩本欽一・坂上二郎）
- 三遊亭圓楽 (5代目)
- 獅子てんや・瀬戸わんや
- 横山やすし・西川きよし
- 笑福亭仁鶴 (3代目)
- 桂三枝（現・桂文枝 (6代目)）
- ビートたけし
- 秋野暢子
- 明石家さんま
- 笑福亭鶴瓶
- 小堺一機
- ダウンタウン（浜田雅功・松本人志）
- ウッチャンナンチャン（内村光良・南原清隆）
- 山田邦子
- 野沢直子
- キャイ〜ン（ウド鈴木・天野ひろゆき）
- 爆笑問題（田中裕二・太田光）
- 今田耕司
- 東野幸治
- 高橋克実
- 山口智充（DonDokoDon）
- さまぁ〜ず（三村マサカズ・大竹一樹）
- 藤井隆
- ホンジャマカ（恵俊彰・石塚英彦）
- ナインティナイン（岡村隆史・矢部浩之）
- かまいたち（山内健司・濱家隆一）

など
その他の主な歴代出演者
順不同。
- 古今亭志ん朝
- 三遊亭歌奴
- ケーシー高峰
- 正司敏江・玲児
- 月亭可朝
- 林家小染
- 桂雀三郎withまんぷくブラザーズ
- シンデレラエキスプレス
- ゼンジー北京
- 三遊亭小遊三
- 三遊亭楽太郎
- 桂米助（ヨネスケ）

ほか多数

## 放送リスト
- 1980年頃まではビデオテープが高価だったため、第1回（1968年）～第7回（1974年）までの映像が保存されていない。1975年（第8回）からは現存するが、1983年（第16回）まで保存状態が良くなかったり欠落部分があるため、フジテレビでは視聴者に第1回から第16回までの映像提供を呼び掛けている[3]。

## 出囃子
- 2011年までの出囃子は『エイプリルフールの唄』（作曲：AKIRA YAMAOKA）の前奏部分で固定されていた。それ以降は年ごとに変更されている。

2014年 - 2016年・2019年
『Stop the Rock』（Apollo 440）
2020年
『Rodeo Machine』（HALFBY）
2021年
『Let’sダバダバ』（POLYSICS）
2022年
『Fire feat. Zeebra』（DEXPISTOLS）
2023年
『Body Movin'』 （Beastie Boys）

## ネット局
- 2018年以降は元日7時 - 12時（2023年は11:50まで）は全国27局ネット。2021年より加えて14:00（2023年は13:50より）以降のパートを27局＋テレビ大分がネット（2021年・2023年は15:00まで。2022年は16:00まで)。
- 2004年は6部制で、-1部・0部・4部は一部地域を除いて放送。それ以外は全国27局ネット。
- テレビ大分は、『新春ズームイン!!朝!』を8:30にネット飛び降りしてその後に『爆笑ヒットパレード』を放送したが、2000年から『新春ズームイン!!- 』はフルネット枠になり、2002年に『新春ズームイン!!SUPER』になっても暫くの間はネットしない年があったが、2006年は『新春ズームイン!!-』の放送がなく代わって第1部のみネット。『新春ズームイン!!- 』が再開された2007年は、第5部のみネットのうえ17:50 - 17:59は「爆笑ヒットパレード+α」と題して、全国ネット終了後の第5部出演者の控え室でのトークを生放送した。なお「爆笑ヒットパレード+α」が放送されたのはテレビ大分とテレビ宮崎のみで、フジテレビを含むその他のFNS系列局は『新春かくし芸大会』を放送していたため、放送していない。実は、当初「爆笑ヒットパレード・5部」は18:00終了の予定だったが、後番組の『新春かくし芸大会』が当初の18:00開始から制作者の意向で17:50開始に変更されたため、制作のフジテレビはクロスネット局（2局とも後番組に相手局・日本テレビのネット番組『ビートたけしのお笑いウルトラクイズ!!』を放送が控えているため）向けの番組を制作、また裏送りすることになった。2008年は曜日の関係で2局とも『新春かくし芸大会』を同時ネットしたため「爆笑ヒットパレード+α」の設定はなかった。なお、当番組が8:30開始の時代は『新春ズームイン!!朝!』を8:30（または8:25）で飛び降りた上でネットしていた。ただし、年によって飛び降りることもあった。
- 2008年のテレビ大分は第2部を1時間30分遅れ（10:00 - 12:00）でネット、第5部（15:15 - 17:50）を同時ネットとなった。
- 2008年の東海テレビ他一部の局は第3部の途中13:15で飛び降り（ステブレレスで次の番組に切り替わった）、15:05からのネットに再び飛び乗りした。このため第3部途中で飛び降りした地域向けに、第4部冒頭の数分間をいただき番組宣伝をしていた。
- 2009年は、全体の放送時間枠縮小や前年ローカル編成により飛び乗り・飛び降りを行なった関西テレビや東海テレビなども翌2日以降に特番を移動させるなどしたため、全区間27局フルネットで放送された。
- 2010年は、テレビ大分がローカル編成を組むため第1部をカットし、第2部から放送を行った。また、新潟総合テレビ・東海テレビ・関西テレビ・山陰中央テレビ・テレビ宮崎・沖縄テレビの6局は、ローカル編成を組むため第2部をカットし、第1部と第3部を放送した。石川テレビは、第2部をカットし、当時間に関西テレビの番組（『快傑えみちゃんねるSP』）をネットした。また部の区分けで番組内容は変えずネット局の切り替えの役割のみで、全体を通して1つの番組という形での放送だった。
- 2011年、テレビ大分は『新春ズームイン!!SUPER2011』とその後の自社製作番組を放送するため、第1部と第2部をカットし第3部から放送を行った。また、関西テレビと石川テレビ（『快傑えみちゃんねるSP』）、東海テレビ（『西川きよしのご縁です!』）、新潟総合テレビ（『スマイルスタジアムNST』）、テレビ宮崎（『HOT JAGA』）、沖縄テレビ（『第21回イチャリバチョーデー琉球民謡大会』）の6局は、第3部をカット。
- 2014年は、8:00 - 14:30の放送（『さんタク』を放送するため）。一部の系列局は第2部（12:40 - 14:30）をカット。
- 2015年は、9:00 - 15:30の放送。
- 2016年は、9:00 - 13:40の放送。
- 2017年は『ワイドナショー元旦SP』『新春 鶴瓶大新年会』を挟んでの4部制となり、第4部は第50回記念大会を記念し史上初めて18:00 - 21:00（新春かくし芸大会の後継番組）のゴールデンタイムに放送される[15]。
  - 第2部相当分は東海テレビ（『ぐっさん家』）、関西テレビ（『快傑えみちゃんねるSP』[注 76]）、テレビ新広島（『スポラバ新春SP 今年もカープは神ってるツアーinハワイ』(〜12:55)、『行きたがリーノ 新春カープSP エルドレッド・ジョンソン・ジャクソン 広島の休日』）、新潟総合テレビ（『Dreaming～今夢に向かって』(～13:20)、『東西グルメ食べ歩きの旅』）、テレビ宮崎（『酉年じゃが!　はばたけ2017　じゃがサタ正月SP』(～13:25)）、鹿児島テレビ（『KTS新春SP 笑顔でつなごう! かごしまのお正月2017』[注 77]）、沖縄テレビ（『第27回イチャリバチョーデーJAL琉球民謡大会』(12:10～13:35)）は放送されない。
  - テレビ大分は第3部のみのネット。
- 2018年は、新潟総合テレビでは『Dreaming～今夢に向かって（12:00 - 13:20）と『新春開店!にいがたマルシェ～農業を若い力とITで変える!～』（13:20 - 13:50）、東海テレビでは『お正月だよ!ぐっさん家!名古屋にさんまさんがやって来ちゃったよSP』（12:00 - 13:45）、関西テレビ・山陰中央テレビ・高知さんさんテレビ・テレビ長崎では『快傑えみちゃんねる 上沼恵美子VS12人の芸能人たち! 表も裏もすべて見せます!芸能界ぶっちゃけSP』（12:00 - 13:50）、岡山放送では『金バク!新春SP～岡山・香川縦断!お宝ヒットパレード～』、サガテレビでは『かちかちPress新春スペシャル オトコ旅オンナ旅』（12:00 - 13:50）、テレビ宮崎では『わんダフルじゃが! ～犬も歩けば初笑いSP～ お年玉3万円ジャガフォーン開催!』（12:00 - 13:50）、鹿児島テレビでは『笑顔で8ちゃんKTS50周年 かごしまのお正月2018』（12:00 - 13:50）、沖縄テレビでは『第28回イチャリバチョーデーJAL琉球民謡大会』（12:00 - 13:25）と『ジーンちゃんがキキコミ!世界ピカイチ☆ツアー イビサ島(スペイン)』（13:30 - 13:45）のためいずれも12:00飛び降り。テレビ大分では『新春スッキリ2018ZIP!と初夢コラボSP 開運!4時間クイズッス祭り』、TNC発の『博多華丸・大吉の九州アスリートーク2017』のネット番組、『大分ルネサンス』『アタック大分』などの自社制作番組のためネット見送り。
- 2019年・2020年は、7:00 - 13:50の放送。
- 時刻出しは各局任意で行われていたが、2009年に一度だけ全国送出で実施[注 78]。その後再び各局任意になりフジテレビは2018年まで実施せず。翌2019年より時計出しを再開している（2021年、2022年の第3部を除く）[注 79]。2022年はフジテレビが全国送出しており、2023年はお年玉ゲームのオープニング演出とエンディング以外のほぼ全編に渡って表示していた。
- 広島テレビ（日本テレビ系）はフジテレビ系とのクロスネットだった1975年まで放送していたが、放送時間が10:30以降にも拡大されて以降も、日本テレビ系番組や自社制作番組との関係で10:30で飛び降りとしていた。その後1975年10月にテレビ新広島が開局し、1976年1月1日から同局に移行した。

## 備考
- 2011年まで使用されたタイトルロゴは、イラストレーターの山藤章二によるもの（ロゴに「章二」と読む印が押されている）。また「初詣」の右に「!」がつけられていない。
- 2006年と2007年は関西テレビの協力の下、午前帯に限りなんばグランド花月（NGK）との二元放送となり、一部を除いた吉本の中堅以上の漫才コンビ（トリオ）はNGKからの出演となった[注 80]。司会陣のうち桂三枝（現・六代桂文枝）・西川きよしも2006年はNGKだったが、2007年は再び東京・フジテレビに戻った。
- 2008年よりハイビジョン制作となり、2009年ではステレオ放送になり、2018年からはリアルタイム字幕放送を行っている。
- 2008年は、例年の全編生放送ではなく、ナインティナインが司会を務めた第3部はV4スタジオでの生放送だが、それ以外は一部の出演者のスケジュールの折り合いから収録形式になった。
- 2017年は、第4部のゴールデン・プライムタイムの放送のみ事前収録、『爆笑ヒットパレード 祝50周年 これを見れば日本の演芸の全てが分かる。今日しか見られない!? 超貴重!映像大解禁&伝説の芸人大集合スペシャル』と題し、過去の映像を振り返りつつ伝説の芸人たちがネタを披露した。番組の最後には、2010年までこの元日のゴールデン・プライムタイム枠で放送されていた『新春かくし芸大会』とその後にゴールデン・プライム枠で放送されていた番組に倣って「一月一日」を出演者全員で歌い、古舘伊知郎が語りをして番組を締めた。

## スタッフ

### 2025年時点
2025年現在は『ENGEIグランドスラム』、『THE MANZAI マスターズ』、『THE CONTE』、『THE SECOND 〜漫才トーナメント〜』のスタッフが中心となって制作されているが、ナインティナインが司会を担当するようになった2008年から一時期はENGEI8スタッフも携わっていた『爆笑レッドカーペット』班とナインティナインが出演していた『めちゃ×2イケてるッ!』班の共同制作のような形であった。
- 制作統括：石川綾一
- 構成：大井洋一、長谷川優、佐藤大地
- 監修：玉井貴代志、元祖爆笑王（以前は構成、元爆→以前は高橋裕幸表記）
- 美術プロデューサー：平井秀樹（以前は美術制作）
- デザイナー：鈴木賢太、杉山宏樹
- アートコーディネーター：林勇（一時離脱 → 復帰）、村瀬大（以前は美術進行）
- 大道具：杉本孝宏、柏木優輝
- 装飾：菊地誠（一時離脱 → 復帰）
- アクリル装飾：伊藤幸枝
- 電飾：栗田宏太
- フラワーアート：安藤岳（以前は生花装飾）
- 植木装飾：後藤健
- 持道具：若林瑞帆
- 衣裳：岡田夏海、木原秀佳、關山裕希
- メイク：大高里絵、藤田真央
- TP：勝村信之
- TM：橋本雄司
- SW：河西純、上田軌行、遠藤俊洋（河西→以前はTD、上田・遠藤→共に以前はCAM、上田→一時離脱 → 復帰）
- CAM（カメラ）：新美高志、藤原亘平
- VE：武田和浩、青木拓哉、土井理沙（武田・土井→共に一時離脱 → 復帰）
- AUD（音声）：浮所哲也、松原瑞貴、高橋幸則（高橋→一時離脱 → 復帰）
- PA：佐々木洋、白鳥慎一郎、大島啓光（大島→一時離脱 → 復帰）
- LD（照明）：根本進、藤沢勝、大場佳祐、渡辺啓史（藤沢→一時離脱 → 復帰）
- LSM︰関口祥平
- 中継TD：日置健太郎、福岡優紀（日置→以前は音声 → 一時離脱、福岡→以前はコーディネーション）
- 中継CAM：辻稔、小田裕貴
- マルチ：上福更記（一時離脱 → 復帰）
- 回線：柴田和昭
- コーディネーション：吹野真穏
- グラフィックデザイン：平山洋輔（以前はCG）
- CGプロデュース：岡本英士
- CG技術：遠山健太郎（以前はCG技術→VIZ→CG技術）、渡邊風太（以前はCG技術）、柴田千恵子、清水えりか
- 編集：古屋卓
- MA：井上葵
- 音響効果：高津浩史、佐伯綾乃（共に一時離脱 → 復帰）
- TK：海老澤廉子、松下絵里、平野美紀子、髙木美紀（平野→一時離脱 → 復帰）
- 技術協力：ニユーテレス、fmt（旧八峯テレビ・FLT）、サンフォニックス、IMAGICA、マルチバックス、テルミック
- 広報：鈴木文太郎
- 営業：成實陽菜
- 編成︰古川周
- デスク：市川亜季、古賀美由紀
- AD：伊藤大地、梅谷響、岡田壮、金澤萌桃、亀川乃晶、山越結太、井上七海、湯澤マホガニー、齋藤萌香、竹田明花、鈴木健太郎、金子広樹、郷野珠実、太田亜美、中原有志
- AP：橋本苑香、菅谷美香、糸井綾珠、木村実咲希、上原由伊（橋本→一時離脱 → 復帰、菅谷→以前はFD → 一時離脱）
- FD：尾末城太郎（以前はAD）
- プロデューサー：大川友也、倉科知美、石川敬大、宮崎孝幸、大川泰／島本亮（大川友→以前は編成 → 一時離脱、倉科〜宮崎→共に以前は制作P、大川泰→以前は中継P → 制作P → 中継P → 制作P、島本→以前は中継D→ディレクター → 一時離脱）
- 協力プロデューサー：五十嵐剛（以前は制作P → 一時離脱）、谷口大二（以前はディレクター → 一時離脱）
- ディレクター：西谷拓、杉野幹典、川上惇、阪口智稀、間島陸、城山海周、岡耕平、齊藤未来（以前はAD）／新井孝輔（以前は制作進行）、田村貴広(弘)（田村→以前はAP）、岩橋佑、井上拓也（井上→以前はAD→FD）、小原麗未、大和田祐人、松舘ちひろ、陶山春花、牛窪真二（川上・城山→共に一時離脱 → 復帰）／遠藤達也（以前は中継ディレクター）
- 演出：原武範（以前はディレクター）
- ゼネラルプロデューサー：朝妻一（以前はプロデューサー）
- 総合演出：角山僚祐（以前はディレクター → 一時離脱）
- チーフプロデューサー：日置祐貴
- 制作協力：PLATFORM,INC.（一時離脱 → 復帰）
- 制作：フジテレビ編成制作局バラエティー制作センター（以前は編成局第二制作部 → 制作センター → バラエティ制作センター → バラエティ制作部 → 制作センター 第二制作センター → 編成局制作センター第二制作室 → 編成制作局制作センター第二制作室）
- 制作著作：フジテレビ

### 過去
- 総合構成：塚田茂、元木すみお、高田文夫
- 構成：廣岡豊（廣岡→1986年は構成協力）、永井準、高橋秀樹、鶴間政行、藤沢めぐみ、安達元一、舘川範雄、関根清貴、松井洋介、村雲一元、松岡昇、井上知幸、見崎新吾、鈴木おさむ、岐部昌幸、平松政俊、石原健次、山内正之、くらなり、深田憲作、高橋ときや、永井孝裕、渡辺真也、オークラ、今村クニト、酒井健作、大平尚志、酒井義文、藤井直樹、カツオ、コバヤシマナブ、天野慎也、堀由史、森龍介、樅野太紀、中藤洋、くるぶしかかと、澤井直人／小笠原英樹
- 構成協力（1986年）：滝大作、高平哲郎、腰山一生、喰始、小山田満月、松尾昭
- 音楽：小泉宏
- 振付：土居甫、花柳糸之
- 演奏：斉藤正夫・浜中美起夫・三沢晴夫（1986年）
- ナレーター：海老原優香（2020年、フジテレビアナウンサー）
- 美術制作：鈴木武治、永本允、重松照英、大坊雄二、棈木陽次
- デザイン→デザイナー：山本修身、瀬下有紀子、宮川卓也、永井達也
- 美術進行→アートコーディネーター：小野秀樹、藤野栄治、船橋文雄、伊藤則緒、大野恭一郎、田尻章、吉田敬、西嶋友里、矢野雄一郎、鈴木真吾、内山高太郎（内山→以前は美術進行 → 一時離脱）
- 大道具：樋口雄一郎、鎌田大祐、松本達也、裏隠居徹、中村達也
- アートフレーム：田中裕司、石井智之
- 電飾：吉留正雄、蕨野弘、中尾学、後藤佑介、鳥澤遼子、栢本大輔
- アクリル装飾：平田良彦、高信作、相原加奈、斉藤佑介、谷口航平
- 装飾：村木隆、島村博、川合富士雄、門間誠
- 持道具：若林一也、小林加代子、網野高久
- ファイバーワーク→オートメント装飾：西村怜子
- 植木装飾：小田隆文、広田明
- 生花装飾︰藤生由紀
- 視覚効果：中山信男、倉谷美奈絵、中溝雅彦、西川隼人（中溝→一時離脱 → 復帰）
- 衣装：保沢紀、杉山正英、城戸政人、山田斉、浅見彰、宮澤愛、西尾美久
- かつら→床山：牧野勇、寒郡千恵
- メイク：山口千鶴、梅沢文子、石井織恵、高梨由美子、大友麻衣子（大友→一時離脱 → 復帰）、石崎紗綾、春山輝江
- マルチ：丸山明道、大高里絵、大友麻友子
- タイトル：山形憲一、岩崎光明、福澤伸太郎
- 電子タイトル：飯野由紀子
- CG：瀬井貴之、山口剛
- CGディレクター→CG：鈴木鉄平
- CGプロデュース：小倉敦之
- CGデザイン：八十嶋典子
- 3DCG：竹内美恵
- CG送出：神澤俊也
- CG技術：富井真
- VIZ：当銀優季
- TP：馬塲(場)義土
- TM：西川明音、高瀬義美
- 総合TD：那須俊郎（1986年はカメラ）
- 統括TD：松本英士
- TD：桜井稔、佐々木信一、金涌博行
- TD・SW：小出豊
- SW：岩沢忠夫、松井光太郎、小林光行、藤本敏行、藤本潤一、田原健二、岩田一巳、小川利行（小川→以前はTD → 一時離脱 → 復帰）
- カメラ→CAM：馬場直幸（1986年はヘリコプター技術）、森田修、今井健一、高瀬和彦、真野昇太、長瀬正人、宮本直也、横山政照、吉原喜久、秋山勇人、池田幸弘（池田→一時離脱 → 復帰）
- 映像→VE：五十嵐正勝、高橋正直、小椋真人、水野博道、池川秀彦、山下義子、山下悠介、高木稔、齋藤雄一、山下将平、宮本学（宮本→一時離脱 → 復帰）
- 音声→AUD：津田晴夫、松永英一、大河真、森田篤、松本政利、加瀬悦史、菊地道元、中村峰子、奈良岡純一、小清水健治、江川祐、松本良道（小清水→一時離脱 → 復帰）
- 照明→LD：小宮俊彦、山際邦康、植松良友、須藤直宏、岸本直樹（岸本→1999年は明治神宮技術）、和田智裕、黒井宏行、川田敦史、藤本潤一、桑原伸也、小林敦洋、安藤雄郎、小熊豊
- PA：姫野義和、溝口賢蔵、秋野岳夫、秋山岳夫、長谷川大輔、松田勝治、本田一智（長谷川・本田→共に一時離脱 → 復帰）
- EED→編集：江原英生、笹原陽一、伊藤栄梨、井上三郎、井上誠一郎、粟嶋隆晶(昌)、奥山修、藤井彩、土田健裕、齋藤紗矢香、田中宏宜（粟嶋→一時離脱 → 復帰）
- MA：阿部雄太、土屋由香、木村亮允、近藤宏紀、水野学、横井秀也、片桐麻莉子、中村美来、小林美菜（中村→一時離脱 → 復帰）
- 中継技術：福田勝豁（1986年）、上藪直志、永野進
- 中継TD：一ノ瀬一、坂本良太、屋慶名剛、元山拓巳、古橋淳二（古橋→一時離脱 → 復帰）
- 明治神宮SW：毛利敏彦（1999年）
- 明治神宮カメラ：富田武司
- 明治神宮映像：高橋敏夫
- 明治神宮音声：野中訓行
- 回線：菊地道元、河井宏允
- ヘリコプター技術：出来裕三
- ヘリコプター技術カメラ：永野進（1999年）
- ヘリコプター映像：西川明音
- ヘリ：真崎晋哉
- 技術協力：共同テレビ、デジデリック、Roppongi-Lab、デジタルサーカス（デジタル→一時離脱 → 復帰）
- 大声測定器機材協力：四国電飾工芸（2021年）
- 協力：スコープ株式会社 ほか（2023年）、仙台貨物（2024年）
- 音響効果：石川清（プロジェクト80）、志田博英、玉井実、西野有彦、来代直、斉藤信之、中田圭三、大平拓也、高田智彰、温水義成、森江亮太、笠松広司、千本洋（笠松・千本→共に一時離脱 → 復帰）
- TK：長井千鶴、山口奈保美、水越理恵、槇加奈子、色摩涼（色摩→一時離脱 → 復帰）
- テレコール：代々木明徳、楮本眞澄（1995年）
- 編成：下川猛、濱野貴敏、吉田寛生、清水麻利子、速水大介、鈴木康平
- 広報：島谷真理、手塚朝美、福崎康裕、斎田悠、神崎素子
- 営業：吉田高次、林英美、上原麻祐梨、鈴木聖未、宮川健、福山晋司（福山→以前はディレクター）、宮﨑豊、西田樹乃
- 営業推進：橋本英司
- デスク：中成子、高畑千恵子、福田有岐、吉永由佳、嶋村美帆、馬場瞳、小早川茉美（馬場→一時離脱 → 復帰）
- AD：中山満里奈、小川泰里、西尾智仁、引地令奈、川名智也、西久保優、鈴木さくら、池村莉奈、菅沼菜々子、松本莉紗、加藤祥太、坂口向日葵、木屋朱音、廣井優樹、郡司稔哉、本間瑛大、野原理奈、友村円香、服部怜奈、入江聖志、池上俊、石井里加子、吉田和可、津畑侑生、鳥越俊太郎、重光麻由、髙柳李々花、座本明里
- AP：栗原美和子、舟見泉、大川幸子、菊池英玲奈、勝又郁乃、関川智実、植原真里奈、浜野美咲、鈴木ちえこ、森美沙、荻野好美、曽我加仰里、朴沼彦
- 中継D：奥田あけみ、松本祐紀、井上洋平、田中孝明、挾間英行、高瀬康宏、見崎陽亮、内田光、浅野慶太
- 中継P：鈴木浩史、名城ラリータ、奥村達哉、栗原志帆、橋内敬二（橋内→以前は制作P）、大村和史、児玉芳郎
- 中継コーディネーション：石岡孝利
- FD：神田洋昭、林博史、藤原麻衣、野村昌彦、細田謙二、伊藤優希
- ディレクター：荻野繁、永峰明、山縣慎司、星野淳一郎、及川俊明、堀越広行、佐々木宗彦、山口将哉、笠井雅旭(昌章)、豊島浩行、福原和弘、渡辺琢、伊藤嘉教（伊藤→以前は中継D）、秋葉裕二、藤沼聡、塩谷亮、橋波大志、近藤創、渡辺康史、児山昌平、有元厚二、境清吾、和田恭幸、有川崇（有川→以前は演出）、嶋田武史、石川祐樹、久野和洋、高橋正尚、福司龍太、吉田渉、白川誠、内原弘二、平岩憲和、中村貴一、曽我和隆、安部聖之（以前は制作進行）、米田唯一、柚木雅博、渡辺資、松村耕平、池田哲也、飛田竜平、松本泰治、北山拓、田中良樹、大村昴平、玉置遼、岡本卓真、原田和実（原田→以前はAD）、木村美早紀（木村→以前はFD）、石川隼、登内翼斗、坪井一季、福島悠人、宇佐美慧太（飛田〜北山・石川→一時離脱 → 復帰）／小倉伸一、鈴木剛
- 演出：平林長務（以前は中継D → ディレクター）、小仲正重（以前は総合演出）
- 総合演出：三宅恵介、当麻晋三（三宅・当麻→以前はディレクター）、筧大輝、冨田直伸、山田賢太郎
- 制作プロデューサー：仲村孝明、夫馬教行（以前はディレクター → 一時離脱）、山下直美、野中和哉、朝倉千代子（朝倉→一時離脱 → 復帰）、小澤慧里子（小澤→以前は制作プロデューサー → 一時離脱）、大江菊臣（大江→2020年はプロデューサー → 一時離脱）、太田秀司、二宮幸平、萩野知美（萩野→以前はAP → 一時離脱）
- プロデューサー：門澤清太、明松功、中嶋優一、三浦淳、江本薫、山本布美江、滝澤美衣奈、片岡新己留（片岡→以前はAP）／増當一也、西雅史、小沢英治、大平智恵、中野行男
- 歴代プロデューサー・チーフプロデューサー：常田久仁子、新谷進英、横澤彪、佐藤義和（以前は演出）、荒井昭博、加茂裕治（佐藤義・加茂→後に制作）、近藤真広・黒木彰一（2019年）、上野貴央（上野→以前はプロデューサー → 一時離脱）
- 演出・チーフプロデューサー：藪木健太郎（2015年 - 2018年、以前は照明 → ディレクター → 総合演出 → 演出・プロデューサー）
- スーパーバイザー：神原孝（以前はチーフプロデューサー）
- 企画統括：片岡飛鳥（2010年・2011年は制作）
- 制作統括（制作）：港浩一、吉田正樹（以前はプロデューサー → CP）、西山仁紫、水口昌彦、小須田和彦（以前はディレクター → 美術制作 → 一時離脱）、清水宏泰、宮道治朗、小松純也（以前はディレクター → 総合演出 → 編成）、金田耕司、和田実、夏野亮、坪田譲治、佐々木将（以前はプロデューサー → 一時離脱）、戸渡和孝（2019年・2020年）、北口富紀子（以前はチーフプロデューサー）
- 制作協力：スナッチ、D:COMPLEX、オフィスながも、テレビ新広島、沖縄テレビ放送、プラットフォーム、アルファ・グリッド、FCC、BEE BRAIN、オイコーポレーション、ステイ、HALO